# Lijst van burgemeesters van Skarsterlân
Dit is een lijst van burgemeesters van de voormalige Nederlandse gemeente Skarsterlân (van 1 januari 1984 tot 1 maart 1985 gemeente Scharsterland geheten) in de provincie Friesland.

De gemeente ontstond op 1 januari 1984 door samenvoeging van de gemeenten Doniawerstal en Haskerland. Per 1 januari 2014 ging Skarsterlân samen met de gemeenten Gaasterland-Sloten, Lemsterland en een deel van Boornsterhem op in de nieuwe gemeente De Friese Meren.
| Ambtsperiode | Naam burgemeester        | Leven | Partij of stroming | Bijzonderheden |
| ------------ | ------------------------ | ----- | ------------------ | -------------- |
| 1984 - 1990  | Michel (M.J.H.) Marijnen | *1945 | CDA                |                |
| 1990 - 2011  | Bert (G.J.) Kuiper       | *1946 | CDA                |                |
| 2011 - 2013  | Mary (M.) Looman-Struijs | *1953 | PvdA               | Waarnemend.    |